# Бедняки (повесть)
«Бедняки» (тат. «Ярлылар, яки Өйдәш хатын») — повесть писателя Мажита Гафури описывающая жизнь простых людей, трагедию женской судьбы.

## История
Впервые опубликована в 1909 году в Казани на татарском языке на 112 страницах. 
Позднее переведена на башкирский и на русский языки. В 1954 году опубликована в трёхтомнике произведений Мажита Гафури на литературном башкирском языке.

## Краткое содержание
В повести освящена трагическая судьба бедняков-поденщиков. Они готовы простоять весь день на городской базарной площади, несмотря на лютые морозы, лишь бы получить возможность заработать на жизнь. Перед глазами читателей шаг за шагом проходит безрадостная судьба бедняка Шарифа. Жизнь, полная унижений, изнурительного труда, голода и постоянного страха за детей, обрывается страшной смертью.
В конце концов, глава семьи Шариф, главный герой произведения, простудился и тяжело заболел. Но даже находясь на дне жизни, Шариф и его жена Бадриджамал делятся последним куском хлеба с брошенной мужем, отвергнутой состоятельными родственниками беременной женщиной Джамилёй. Долгие дни проводит она в безуспешных поисках работы и уходит из жизни вместе со своим мертворождённым ребенком..
Описана картина смерти Джамили, брошенной мужем-тираном и пьяницей и доведенной до самого крайнего отчаяния. Сюжет судьбы Джамили развивающая мотив тяжелой женской доли, которая в татарской литературе, благодаря М. Гафури, стала одной из ведущих тем.
В этом же доме после тяжелой болезни умирает и глава семьи Шариф. Его жена Бадри вынуждена вернуться с тремя детьми в деревню. Нетрудно предположить, какое испытание их там ожидает.